# Milan Kubát
Milan Kubát (20. ledna 1927 Bratislava – 2022) byl český a československý elektroinženýr, vysokoškolský učitel, politik Komunistické strany Československa, ministr elektrotechnického průmyslu ČSSR a poslanec Sněmovny lidu Federálního shromáždění za normalizace.

## Biografie
Vyučil se elektromechanikem v ČKD Praha. V roce 1951 absolvoval ČVUT. Pracoval potom ve Výzkumném ústavu silnoproudé elektrotechniky v Běchovicích a v ČKD Praha. V letech 1962–1965 zastával funkci technického náměstka VHJ ČKD Praha. Od roku 1956 působil i jako vysokoškolský pedagog. Zabýval se výkonovou polovodičovou elektronikou a mikroelektronikou. Patřil mezi zakladatele průmyslové výroby polovodičové techniky v Československu. V roce 1974 byl jmenován profesorem ČVUT. Zasedal v kolegiích ČSAV.
V roce 1960 se stal laureátem Státní ceny Klementa Gottwalda, roku 1977 získal Vyznamenání Za zásluhy o výstavbu. Od roku 1968 byl náměstkem ministra těžebního průmyslu, v letech 1969–1970 náměstkem federálního ministra-předsedy Federálního výboru pro průmyslu a v letech 1971–1979 náměstkem ministra pro technický a investiční rozvoj ČSSR. Od roku 1979 se stal členem vlády jako ministr elektrotechnického průmyslu ČSSR. Tento post zastával v třetí vládě Lubomíra Štrougala, čtvrté vládě Lubomíra Štrougala a páté vládě Lubomíra Štrougala až do roku 1988.
K roku 1979 se uvádí jako předseda Obvodního výboru Svazu československo-sovětského přátelství v Praze 2. Angažoval se i stranicky. Byl členem předsednictva Obvodního výboru KSČ a členem ekonomických komisí městského výboru KSČ i Ústředního výboru KSČ. XVII. sjezd KSČ ho zvolil kandidátem Ústředního výboru KSČ.
Ve volbách roku 1986 zasedl za KSČ do Sněmovny lidu. Ač české národnosti, byl zvolen za slovenský obvod (volební obvod č. 139 – Petržalka, Bratislava). Ve Federálním shromáždění setrval do ledna 1990, kdy rezignoval v rámci procesu kooptací do Federálního shromáždění po sametové revoluci.